# أنطيوخوس الثالث
أنطيوخوس الثالث الأعظم (ولد نحو 241 وتوفي 3 يوليو 187 قبل الميلاد، وحكم أبريل/يونيو 222 -3 يوليو 187 قبل الميلاد) ملك يوناني هلنستي والحاكم السادس للإمبراطورية السلوقية. حكم منطقة سوريا وأجزاء كبيرة من بقية غرب آسيا في نهاية القرن الثالث قبل الميلاد. وصل إلى العرش في سن الثامنة عشرة عام 222 قبل الميلاد، وكانت حملاته المبكرة ضد المملكة البطلمية فاشلة، ولكن في السنوات التالية حقق أنطيوخوس العديد من الانتصارات العسكرية ووسع بشكل كبير أراضي الإمبراطورية. يعكس لقبه التقليدي، الأعظم، صفة اتخذها. وحمل لقب باسيليوس ميغاس (وتعني باليونانية الملك العظيم)، وهو اللقب التقليدي للملوك الفارسيين. استعاد أنطيوخوس، وهو حاكم نشط عسكريًا، الكثير من أراضي الإمبراطورية السلوقية، قبل أن يعاني من نكسة خطيرة في نهاية عهده، في حربه ضد روما.
أعلن نفسه «بطل الحرية اليونانية ضد الهيمنة الرومانية»، شن أنطيوخوس الثالث حربًا استمرت أربع سنوات ضد الجمهورية الرومانية بداية من البر الرئيسي لليونان في خريف عام 192 قبل الميلاد قبل هزيمته بشكل حاسم في معركة مغنيسيا. توفي بعد ثلاث سنوات في حملة في الشرق.

## ترجمة سيرة الحياة

### الخلفية والحكم المبكر
أنطيوخوس الثالث عضو في السلالة الهلنستية السلوقية. وهو ابن الكالينكوس سلوقس الثاني ولوديكي الثانية، ولد نحو عام 242 قبل الميلاد بالقرب من شوشان في بلاد فارس. ربما يكون قد حمل اسمًا لا علاقة له بالسلالة الحاكمة (يبدأ بإل واي-)، وفقًا للسجل البابلي. خلف شقيقه سلوقس الثالث سيرونوس بعد مقتله في الأناضول، متخذَا اسم أنطيوخوس وكان في بابل في ذلك الوقت.
ورث أنطيوخوس الثالث دولة غير منظمة. لم تنفصل عنها آسيا الصغرى فحسب، بل انفصلت المقاطعات الواقعة في أقصى الشرق، وكانت باختر تحت حكم ديودوت السلوقي من باختر، وبارثيا تحت قيادة الساتراب الثائر أندراغوراس في 247-245 قبل الميلاد، والذي هزمه فيما بعد زعيم قبيلة الرحل ساركيس. في عام 222 قبل الميلاد، بُعيد تبوء أنطيوخوس، ثارت مقاطعتي ميديا وبيرسيس بقيادة حكامهما، الأخوين مولون والإسكندر. بتأثير من الوزير مياس، قاد الملك الشاب هجومًا على سوريا البطلمية بدلًا من الذهاب شخصيًا لمواجهة المتمردين. أثبت الهجوم على الإمبراطورية البطلمية فشلًا ذريعًا، وواجه الجنرالات الذين أرسلوا ضد مولون والإسكندر كارثة. ولم تستعد القضية السلوقية هيبتها إلا في آسيا الصغرى، عندما مثّلها ابن عم الملك، أكيوس، مما أدى إلى عودة قوة البيرغامونين إلى حدودهم السابقة.

في عام 221 قبل الميلاد ذهب أنطيوخوس أخيرًا إلى الشرق الأقصى، وانهار تمرد مولون والإسكندر، وهو ما ينسبه بوليبيوس جزئيًا إلى اتباعه لنصيحة زكسيس بدلًا من مياس. تبع ذلك خضوع لاسر ميديا، التي أكدت استقلالها بقيادة تبازانس. وتخلص أنطيوخوس من مياس بالاغتيال وعاد إلى سوريا (220 قبل الميلاد). في هذه الأثناء، ثار أكيوس واتخذ لقب الملك في آسيا الصغرى. نظرًا لأن قوته لم تكن جيدة بما فيه الكفاية لتسمح له بالهجوم على سوريا، فقد فكر أنطيوخوس بترك أكيوس في الوقت الحاضر وتجديد محاولته في سوريا البطلمية.